# Roland Nelles
Roland Nelles (* 7. Dezember 1971 in Bonn) ist ein deutscher Journalist. Er arbeitet als Chefkorrespondent und Büroleiter für das Nachrichtenmagazin „Der Spiegel“ in Washington D.C., USA.

## Leben
Nach Schulausbildung und Abitur (u. a. am Internat Shiplake College in Henley-on-Thames, Großbritannien) besuchte Nelles von 1990 bis 1992 die Journalistenschule des Axel Springer Verlags in Berlin und Hamburg. In dieser Zeit arbeitete er als einer der ersten westdeutschen Journalisten bei der früheren DDR-Zeitung „Der Morgen“ in Berlin mit. Anschließend wurde er Redakteur beim „Hamburger Abendblatt“ und bei der Zeitung „Die Welt“. Von 1994 bis 1999 studierte er am Otto-Suhr-Institut der Freien Universität Berlin Politische Wissenschaften. Das Studium schloss Nelles mit dem Diplom ab. Von 1999 bis 2001 war er Redakteur im Hauptstadtbüro der „Welt“ in Berlin, danach von 2001 bis 2002 stellvertretender Ressortleiter Politik bei der Zeitung „Die Woche“ in Hamburg. 2002 holte ihn der damalige Büroleiter Gabor Steingart als Korrespondent für Bundespolitik ins Hauptstadtbüro des Nachrichtenmagazins Der Spiegel, wo er u. a. die SPD-Berichterstattung mitbetreute. 2009 wurde er von den damaligen SPIEGEL-Chefredakteuren Matthias Müller von Blumencron und Georg Mascolo zum Ressortleiter Politik und Leiter des Hauptstadtbüros von SPIEGEL ONLINE ernannt, 2011 folgte die Berufung zum Mitglied der Chefredaktion der Nachrichtenseite. Seit 1. August 2017 berichtet Nelles als Korrespondent für SPIEGEL.DE und den SPIEGEL aus den USA. Er ist mit einer Französin verheiratet, hat zwei Töchter und lebt mit seiner Familie in Washington D.C.

## Journalistische Arbeiten
In Washington zählt zu Nelles‘ Schwerpunkten die aktuelle Berichterstattung über US-Präsident Joe Biden, das Weiße Haus und die  amerikanische Innen- und Außenpolitik. In der Amtszeit von Donald Trump berichtete er unter anderem über die Midterm-Wahlen 2018, den Wahlkampf 2020, die Attacke auf das Kapitol, die Russland-Ermittlungen von Sonderermittler Robert Mueller, die Ukraineaffäre, den Streit über die US-Waffengesetze, die Entwicklung des Parteiensystems, die Handelspolitik und den Korea-Konflikt. Als Mitglied der Chefredaktion von SPIEGEL ONLINE und Ressortleiter Politik verantwortete Nelles zuvor die innen- und außenpolitische Berichterstattung der Nachrichtenseite. In dieser Funktion war er auch an der Entwicklung neuer journalistischer Formate  beteiligt. Dazu gehörten die Einführung fester täglicher Kolumnen mit Jan Fleischhauer und Jakob Augstein, das Erklärformat „Endlich Verständlich“ sowie das Morning Briefing „Die Lage“ mit mehr als 120.000 Abonnenten.

## Sonstiges
Nelles‘ Berichte und Analysen werden sowohl in internationalen Medien wie der "New York Times" als auch in politischen Büchern zitiert. Er tritt als Interviewpartner in TV-Beiträgen über die deutsche und internationale Politik auf u. a. im Medien-Magazin „Zapp“ oder in der TV-Dokumentation „Nervöse Republik“ von Stefan Lamby. Er gehört zu den Alumni des „Young-Leader“-Programms der „Atlantik-Brücke“ und ist regelmäßiger Teilnehmer von Tagungen über politische und digitale Themen wie der „Transatlantic Digital Media Conference“ in New York.